# Гагарин, Алексей Владимирович
Алексей Владимирович Гагарин (1979 год) — российский самбист, двукратный чемпион России (2006 и 2009 годы), чемпион Европы 2004 года, чемпион (2006 год) и серебряный призёр (2009 год) чемпионатов мира по боевому самбо, мастер спорта России международного класса, боец смешанных единоборств. Выступал в весовых категориях до 74-82 кг. В смешанных единоборствах одержал три победы (из них две нокаутом) и потерпел два поражения (оба нокаутом).

## Спортивные результаты
- Чемпионат России по боевому самбо 2006 года — ;
- Чемпионат России по боевому самбо 2009 года — .

## Статистика боёв
| Результат | Рекорд | Соперник           | Способ                        | Турнир                                | Дата            | Раунд | Время | Место                   | Примечание |
| --------- | ------ | ------------------ | ----------------------------- | ------------------------------------- | --------------- | ----- | ----- | ----------------------- | ---------- |
| Поражение | 3-2    | Артур Гусейнов     | Техническим нокаутом (удары)  | M-1 Challenge — 2009 Selections 2     | 19 апреля 2009  | 1     | 4:15  | Санкт-Петербург, Россия |            |
| Победа    | 3-1    | Магомед Умаров     | Нокаутом (удар)               | KSF — Kstovo Sambo Federation         | 6 ноября 2008   | 1     | 0:00  | Нижний Новгород, Россия |            |
| Победа    | 2-1    | Омар Иисус Сантана | Решением                      | FOL — Team Europe vs. Team Russia     | 29 августа 2008 | 3     | 5:00  | Пермь, Россия           |            |
| Победа    | 1-1    | Томас Кузела       | Техническим нокаутом (травма) | Gladiator — Gladiator of Milovice     | 24 мая 2008     | 1     | 1:36  | Миловице, Чехия         |            |
| Поражение | 0-1    | Денис Давыдов      | Нокаутом                      | RMAU — Martial Arts Forum of Russia 2 | 19 мая 2007     | 3     | 0:00  | Москва, Россия          |            |